# Cleora melanochorda
Cleora melanochorda är en fjärilsart som beskrevs av Fletcher 1958. Cleora melanochorda ingår i släktet Cleora och familjen mätare. Inga underarter finns listade i Catalogue of Life.